# Koerejka (rivier)
De Koerejka (Russisch: Курейка) of Ljoema of Noema is een rivier in Noord-Siberië in Tajmyr, kraj Krasnojarsk, Aziatisch Rusland.
De Koerejka heeft haar bronnen op de zuidelijke plateaus van het Poetoranagebergte op ongeveer 205 kilometer ten noorden van de poolcirkel en stroomt over bijna de hele lengte door een diep uitgesneden stroomvallei over het Midden-Siberisch Bergland, eerst in zuidoostelijke richting, daarna in noordwestelijke en ten slotte in zuidwestelijke richting. De Koerejka stroomt door de smalle en lange meren Anama en Djoepkoen en het Koerejkastuwmeer om iets verderop bij de gelijknamige plaats Koerejka in de Jenisej te stromen.
De rivier wordt vooral gevoed door sneeuw en is bevroren van midden oktober tot eind mei. De rivier is bevaarbaar tot 130 kilometer van de monding.